# Liste der Gemeinden in der Provinz Cáceres
Die spanische Provinz Cáceres hat 223 Gemeinden (Stand 1. Januar 2019).

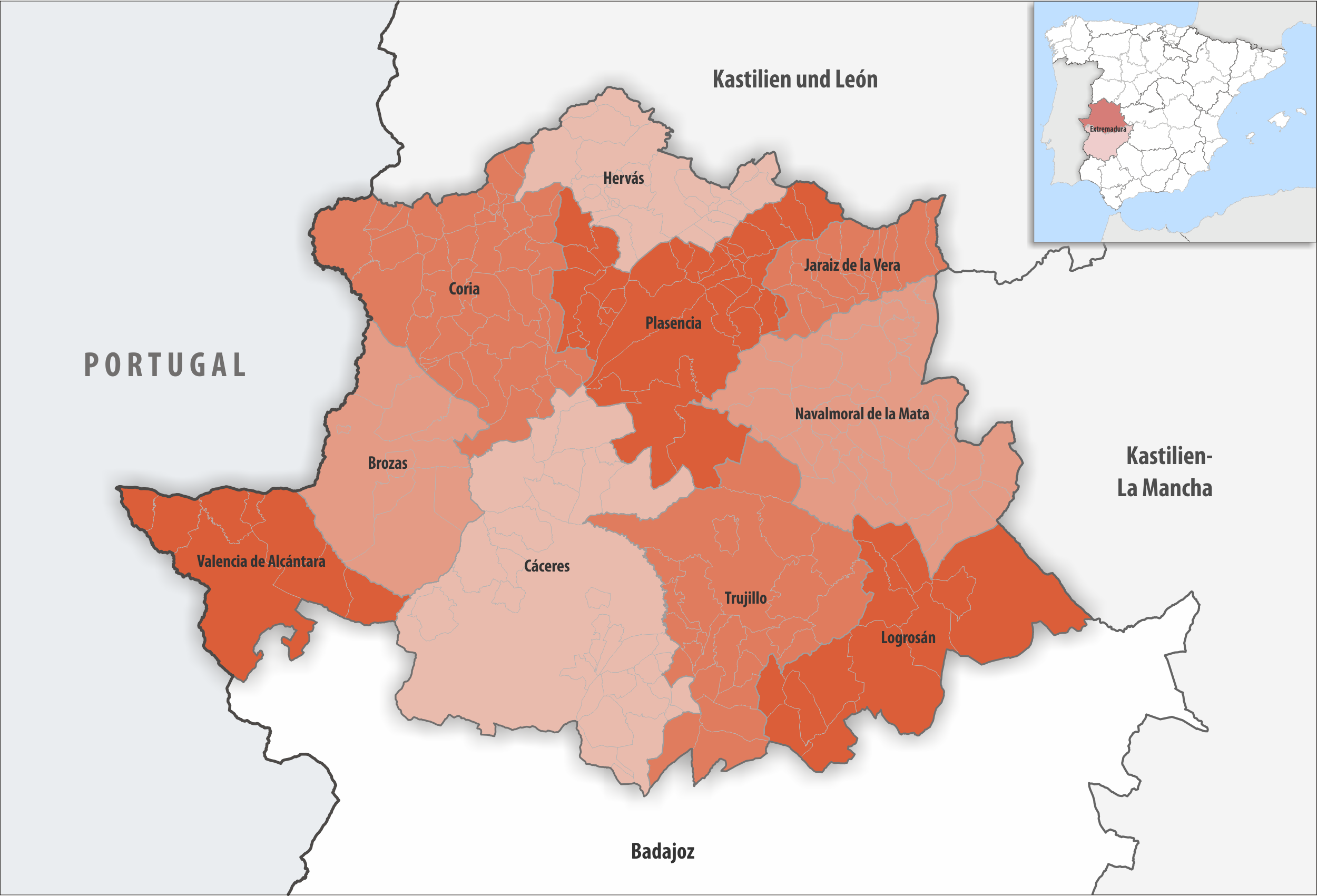
Comarcas in der Provinz Cáceres

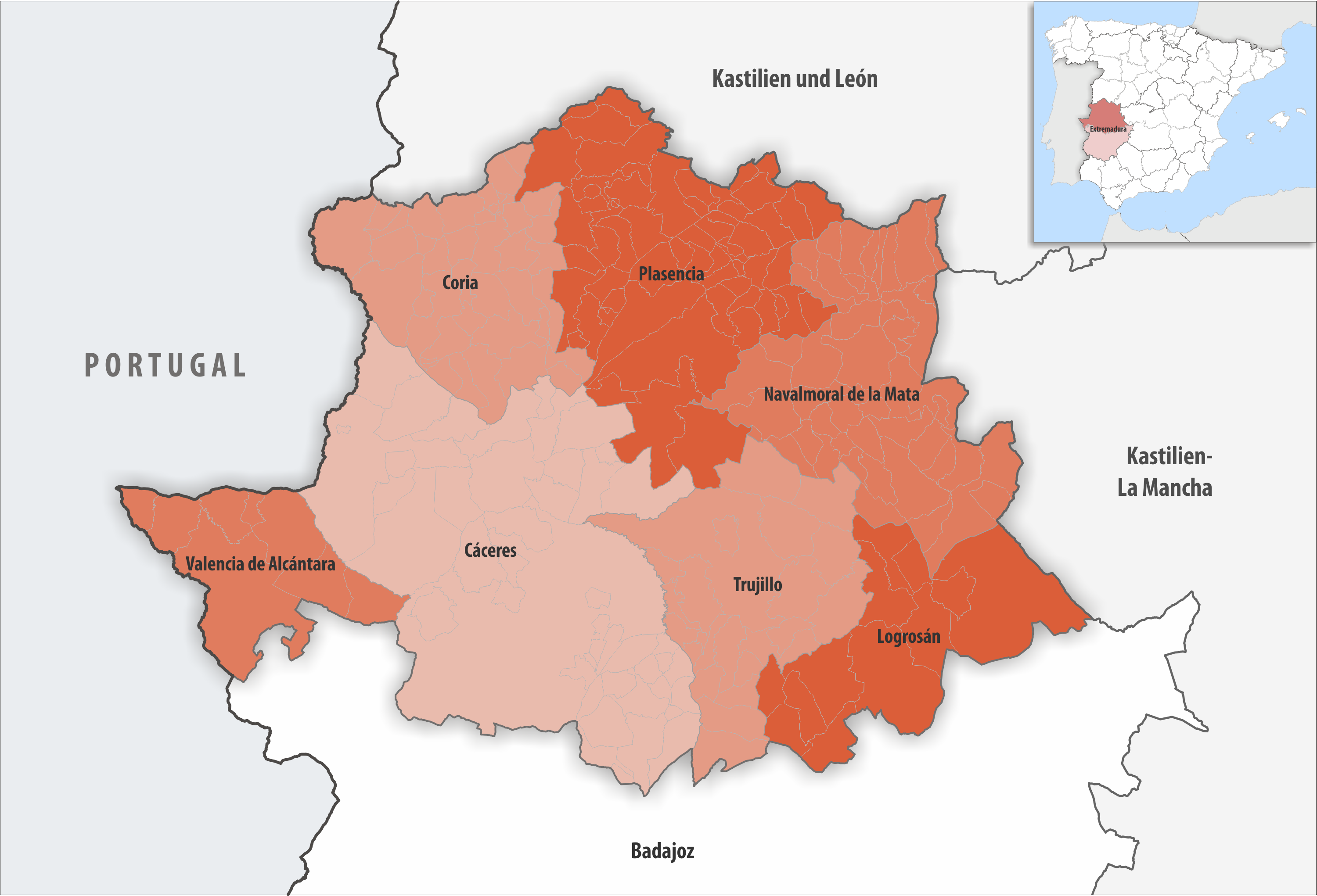
Gerichtsbezirke in der Provinz Cáceres

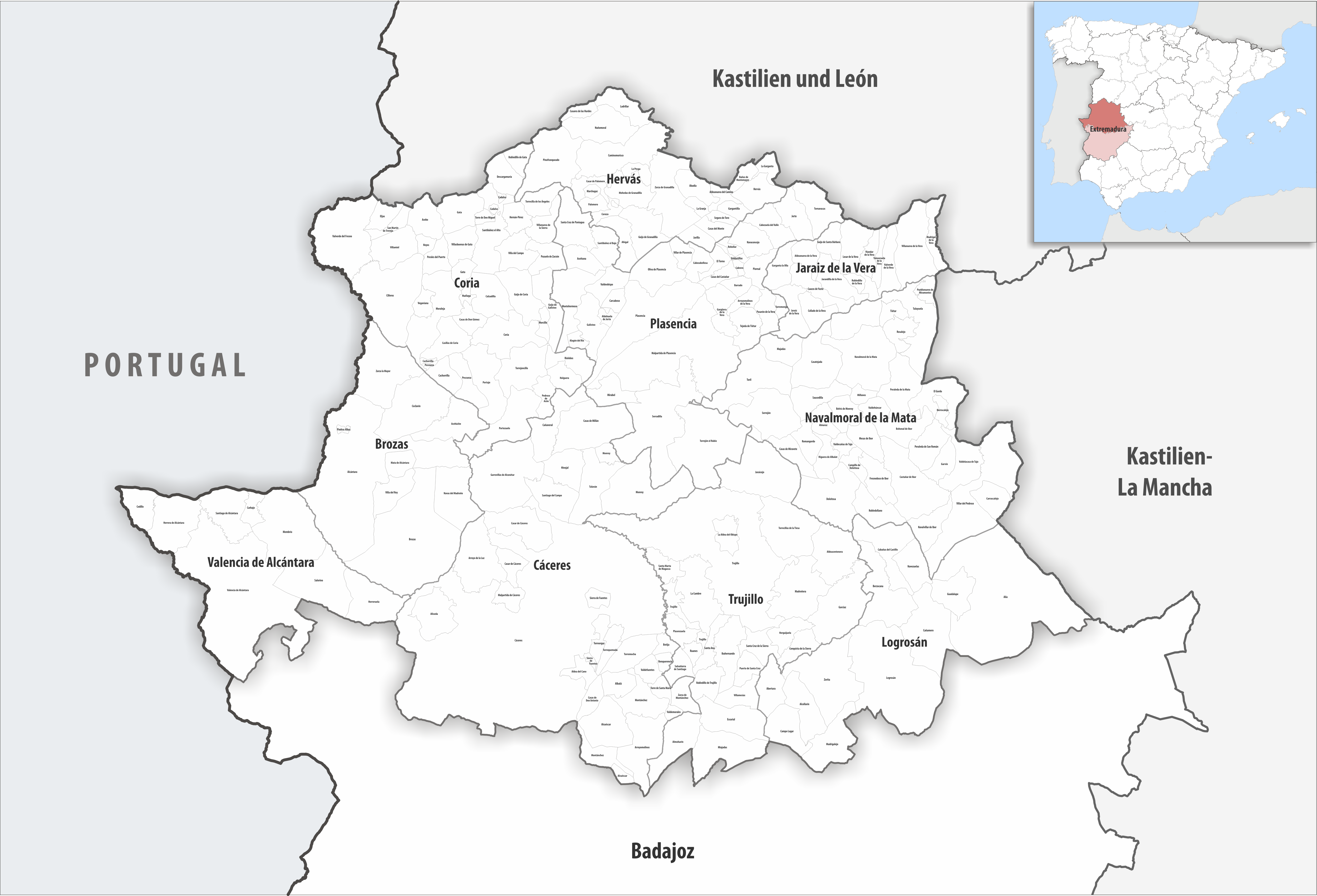
Gemeinden und Comarcas in der Provinz Cáceres

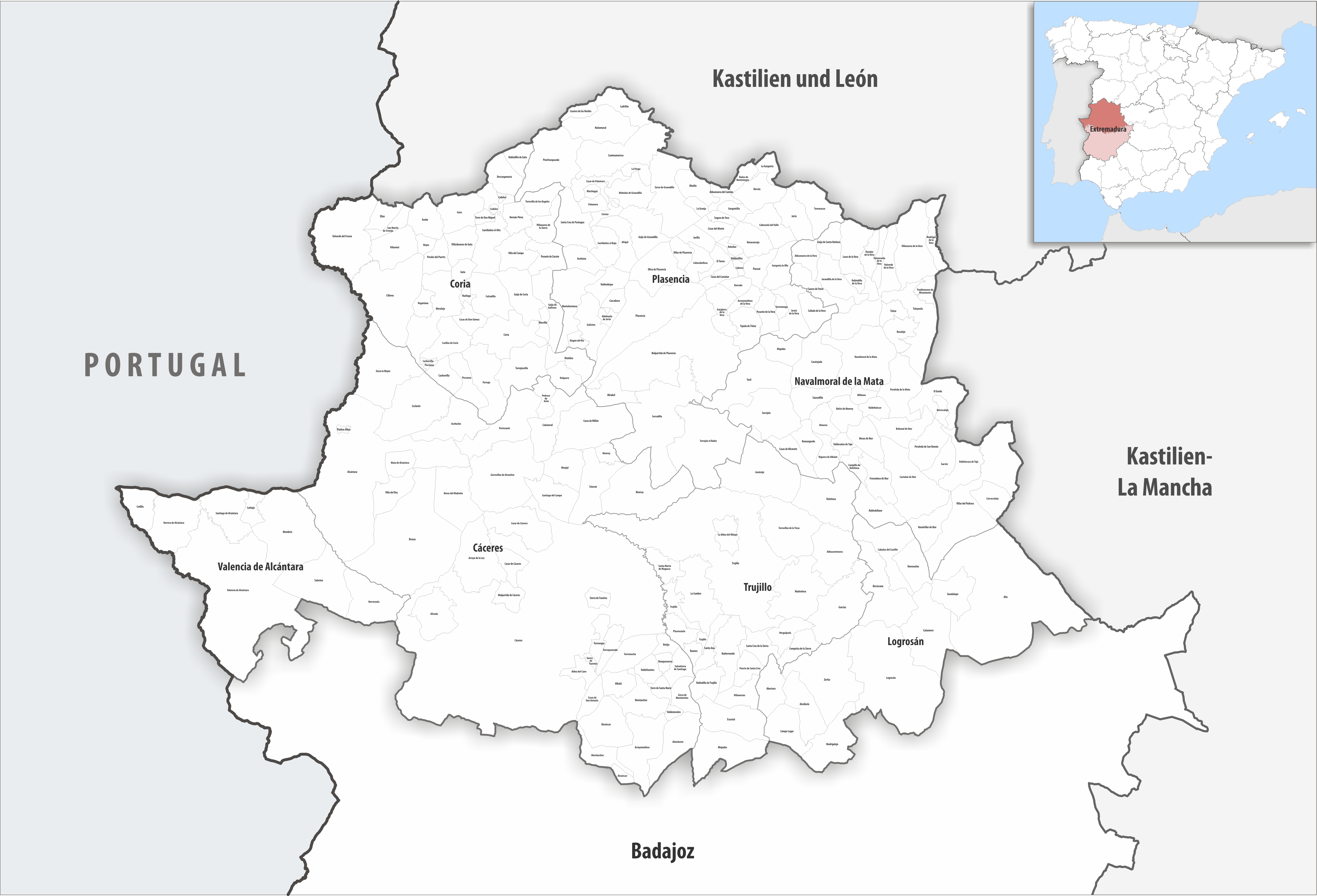
Gemeinden und Gerichtsbezirke in der Provinz Cáceres

| Wappen | Gemeinden                 | Einwohner (2024) | Fläche km² | Dichte Einw./km² | Cod INE | Comarca               | Gerichtsbezirk        |
| ------ | ------------------------- | ---------------- | ---------- | ---------------- | ------- | --------------------- | --------------------- |
|        | Abadía                    | 331              | 45,08      | 7                | 10001   | Hervás                | Plasencia             |
|        | Abertura                  | 368              | 62,71      | 6                | 10002   | Logrosán              | Logrosán              |
|        | Acebo                     | 576              | 57,02      | 10               | 10003   | Coria                 | Coria                 |
|        | Acehúche                  | 805              | 91,06      | 9                | 10004   | Brozas                | Cáceres               |
|        | Aceituna                  | 581              | 40,08      | 14               | 10005   | Plasencia             | Plasencia             |
|        | Ahigal                    | 1.349            | 52,07      | 26               | 10006   | Hervás                | Plasencia             |
|        | Alagón del Río            | 909              | 14,29      | 64               | 10903   | Plasencia             | Plasencia             |
|        | Albalá                    | 657              | 38,78      | 17               | 10007   | Cáceres               | Cáceres               |
|        | Alcántara                 | 1.347            | 552,01     | 2                | 10008   | Brozas                | Cáceres               |
|        | Alcollarín                | 266              | 79,92      | 3                | 10009   | Logrosán              | Logrosán              |
|        | Alcuéscar                 | 2.454            | 108,61     | 23               | 10010   | Cáceres               | Cáceres               |
|        | Aldea del Cano            | 600              | 28,69      | 21               | 10012   | Cáceres               | Cáceres               |
|        | La Aldea del Obispo       | 286              | 37,85      | 8                | 10013   | Trujillo              | Trujillo              |
|        | Aldeacentenera            | 593              | 110,56     | 5                | 10011   | Trujillo              | Trujillo              |
|        | Aldeanueva de la Vera     | 1.997            | 37,60      | 53               | 10014   | Jaraíz de la Vera     | Navalmoral de la Mata |
|        | Aldeanueva del Camino     | 704              | 20,05      | 35               | 10015   | Hervás                | Plasencia             |
|        | Aldehuela de Jerte        | 352              | 11,76      | 30               | 10016   | Plasencia             | Plasencia             |
|        | Alía                      | 746              | 599,51     | 1                | 10017   | Logrosán              | Logrosán              |
|        | Aliseda                   | 1.724            | 80,51      | 21               | 10018   | Cáceres               | Cáceres               |
|        | Almaraz                   | 1.615            | 33,91      | 48               | 10019   | Navalmoral de la Mata | Navalmoral de la Mata |
|        | Almoharín                 | 1.779            | 93,45      | 19               | 10020   | Trujillo              | Cáceres               |
|        | Arroyo de la Luz          | 5.520            | 128,06     | 43               | 10021   | Cáceres               | Cáceres               |
|        | Arroyomolinos             | 812              | 115,51     | 7                | 10023   | Cáceres               | Cáceres               |
|        | Arroyomolinos de la Vera  | 426              | 23,19      | 18               | 10022   | Plasencia             | Plasencia             |
|        | Baños de Montemayor       | 737              | 21,98      | 34               | 10024   | Hervás                | Plasencia             |
|        | Barrado                   | 382              | 21,29      | 18               | 10025   | Plasencia             | Plasencia             |
|        | Belvís de Monroy          | 743              | 44,95      | 17               | 10026   | Navalmoral de la Mata | Navalmoral de la Mata |
|        | Benquerencia              | 84               | 13,33      | 6                | 10027   | Cáceres               | Cáceres               |
|        | Berrocalejo               | 124              | 15,83      | 8                | 10028   | Navalmoral de la Mata | Navalmoral de la Mata |
|        | Berzocana                 | 395              | 133,59     | 3                | 10029   | Logrosán              | Logrosán              |
|        | Bohonal de Ibor           | 503              | 64,52      | 8                | 10030   | Navalmoral de la Mata | Navalmoral de la Mata |
|        | Botija                    | 188              | 18,89      | 10               | 10031   | Cáceres               | Cáceres               |
|        | Brozas                    | 1.746            | 398,84     | 4                | 10032   | Brozas                | Cáceres               |
|        | Cabañas del Castillo      | 407              | 105,27     | 4                | 10033   | Logrosán              | Logrosán              |
|        | Cabezabellosa             | 335              | 33,83      | 10               | 10034   | Plasencia             | Plasencia             |
|        | Cabezuela del Valle       | 2.127            | 56,57      | 38               | 10035   | Plasencia             | Plasencia             |
|        | Cabrero                   | 349              | 6,63       | 53               | 10036   | Plasencia             | Plasencia             |
|        | Cáceres                   | 96.441           | 1.750,23   | 55               | 10037   | Cáceres               | Cáceres               |
|        | Cachorrilla               | 82               | 41,38      | 2                | 10038   | Coria                 | Coria                 |
|        | Cadalso                   | 407              | 7,35       | 55               | 10039   | Coria                 | Coria                 |
|        | Calzadilla                | 455              | 76,34      | 6                | 10040   | Coria                 | Coria                 |
|        | Caminomorisco             | 1.120            | 147,24     | 8                | 10041   | Hervás                | Plasencia             |
|        | Campillo de Deleitosa     | 84               | 25,60      | 3                | 10042   | Navalmoral de la Mata | Navalmoral de la Mata |
|        | Campo Lugar               | 804              | 73,06      | 11               | 10043   | Logrosán              | Logrosán              |
|        | Cañamero                  | 1.601            | 151,45     | 11               | 10044   | Logrosán              | Logrosán              |
|        | Cañaveral                 | 1.008            | 86,48      | 12               | 10045   | Cáceres               | Cáceres               |
|        | Carbajo                   | 177              | 27,92      | 6                | 10046   | Valencia de Alcántara | Valencia de Alcántara |
|        | Carcaboso                 | 1.069            | 20,30      | 53               | 10047   | Plasencia             | Plasencia             |
|        | Carrascalejo              | 225              | 48,48      | 5                | 10048   | Navalmoral de la Mata | Navalmoral de la Mata |
|        | Casar de Cáceres          | 4.477            | 130,30     | 34               | 10049   | Cáceres               | Cáceres               |
|        | Casar de Palomero         | 993              | 36,91      | 27               | 10050   | Hervás                | Plasencia             |
|        | Casares de las Hurdes     | 369              | 20,75      | 18               | 10051   | Hervás                | Plasencia             |
|        | Casas de Don Antonio      | 177              | 31,42      | 6                | 10052   | Cáceres               | Cáceres               |
|        | Casas de Don Gómez        | 330              | 31,16      | 11               | 10053   | Coria                 | Coria                 |
|        | Casas de Millán           | 564              | 152,91     | 4                | 10056   | Cáceres               | Cáceres               |
|        | Casas de Miravete         | 112              | 50,58      | 2                | 10057   | Navalmoral de la Mata | Navalmoral de la Mata |
|        | Casas del Castañar        | 578              | 24,63      | 23               | 10054   | Plasencia             | Plasencia             |
|        | Casas del Monte           | 768              | 28,07      | 27               | 10055   | Hervás                | Plasencia             |
|        | Casatejada                | 1.382            | 111,82     | 12               | 10058   | Navalmoral de la Mata | Navalmoral de la Mata |
|        | Casillas de Coria         | 344              | 61,97      | 6                | 10059   | Coria                 | Coria                 |
|        | Castañar de Ibor          | 1.032            | 147,10     | 7                | 10060   | Navalmoral de la Mata | Navalmoral de la Mata |
|        | Ceclavín                  | 1.781            | 159,49     | 11               | 10061   | Brozas                | Cáceres               |
|        | Cedillo                   | 434              | 59,83      | 7                | 10062   | Valencia de Alcántara | Valencia de Alcántara |
|        | Cerezo                    | 147              | 18,14      | 8                | 10063   | Hervás                | Plasencia             |
|        | Cilleros                  | 1.555            | 208,59     | 7                | 10064   | Coria                 | Coria                 |
|        | Collado de la Vera        | 276              | 44,94      | 6                | 10065   | Jaraíz de la Vera     | Plasencia             |
|        | Conquista de la Sierra    | 183              | 41,77      | 4                | 10066   | Trujillo              | Trujillo              |
|        | Coria                     | 12.114           | 103,46     | 117              | 10067   | Coria                 | Coria                 |
|        | Cuacos de Yuste           | 829              | 52,63      | 16               | 10068   | Jaraíz de la Vera     | Navalmoral de la Mata |
|        | La Cumbre                 | 828              | 113,52     | 7                | 10069   | Trujillo              | Trujillo              |
|        | Deleitosa                 | 682              | 144,21     | 5                | 10070   | Navalmoral de la Mata | Trujillo              |
|        | Descargamaría             | 108              | 52,92      | 2                | 10071   | Coria                 | Coria                 |
|        | Eljas                     | 836              | 32,55      | 26               | 10072   | Coria                 | Coria                 |
|        | Escurial                  | 869              | 100,71     | 9                | 10073   | Trujillo              | Trujillo              |
|        | Fresnedoso de Ibor        | 239              | 54,63      | 4                | 10075   | Navalmoral de la Mata | Navalmoral de la Mata |
|        | Galisteo                  | 835              | 65,47      | 13               | 10076   | Plasencia             | Plasencia             |
|        | Garciaz                   | 664              | 150,28     | 4                | 10077   | Trujillo              | Trujillo              |
|        | La Garganta               | 353              | 24,08      | 15               | 10078   | Hervás                | Plasencia             |
|        | Garganta la Olla          | 883              | 48,06      | 18               | 10079   | Jaraíz de la Vera     | Plasencia             |
|        | Gargantilla               | 364              | 20,87      | 17               | 10080   | Hervás                | Plasencia             |
|        | Gargüera de la Vera       | 182              | 51,60      | 4                | 10081   | Plasencia             | Plasencia             |
|        | Garrovillas de Alconétar  | 1.959            | 206,85     | 9                | 10082   | Cáceres               | Cáceres               |
|        | Garvín                    | 94               | 38,27      | 2                | 10083   | Navalmoral de la Mata | Navalmoral de la Mata |
|        | Gata                      | 1.353            | 94,18      | 14               | 10084   | Coria                 | Coria                 |
|        | El Gordo                  | 369              | 77,04      | 5                | 10085   | Navalmoral de la Mata | Navalmoral de la Mata |
|        | La Granja                 | 313              | 14,94      | 21               | 10086   | Hervás                | Plasencia             |
|        | Guadalupe                 | 1.752            | 68,19      | 26               | 10087   | Logrosán              | Logrosán              |
|        | Guijo de Coria            | 189              | 74,75      | 3                | 10088   | Coria                 | Coria                 |
|        | Guijo de Galisteo         | 1.487            | 62,28      | 24               | 10089   | Coria                 | Coria                 |
|        | Guijo de Granadilla       | 487              | 74,83      | 7                | 10090   | Hervás                | Plasencia             |
|        | Guijo de Santa Bárbara    | 363              | 34,54      | 11               | 10091   | Jaraíz de la Vera     | Navalmoral de la Mata |
|        | Herguijuela               | 267              | 41,97      | 6                | 10092   | Trujillo              | Trujillo              |
|        | Hernán-Pérez              | 411              | 35,76      | 11               | 10093   | Coria                 | Coria                 |
|        | Herrera de Alcántara      | 224              | 121,18     | 2                | 10094   | Valencia de Alcántara | Valencia de Alcántara |
|        | Herreruela                | 325              | 113,72     | 3                | 10095   | Valencia de Alcántara | Valencia de Alcántara |
|        | Hervás                    | 3.921            | 59,78      | 66               | 10096   | Hervás                | Plasencia             |
|        | Higuera de Albalat        | 100              | 40,54      | 2                | 10097   | Navalmoral de la Mata | Navalmoral de la Mata |
|        | Hinojal                   | 388              | 63,45      | 6                | 10098   | Cáceres               | Cáceres               |
|        | Holguera                  | 593              | 37,19      | 16               | 10099   | Coria                 | Coria                 |
|        | Hoyos                     | 858              | 15,09      | 57               | 10100   | Coria                 | Coria                 |
|        | Huélaga                   | 205              | 10,73      | 19               | 10101   | Coria                 | Coria                 |
|        | Ibahernando               | 545              | 76,95      | 7                | 10102   | Trujillo              | Trujillo              |
|        | Jaraicejo                 | 436              | 177,05     | 2                | 10103   | Trujillo              | Trujillo              |
|        | Jaraíz de la Vera         | 6.720            | 62,53      | 107              | 10104   | Jaraíz de la Vera     | Plasencia             |
|        | Jarandilla de la Vera     | 2.845            | 61,51      | 46               | 10105   | Jaraíz de la Vera     | Navalmoral de la Mata |
|        | Jarilla                   | 139              | 28,12      | 5                | 10106   | Hervás                | Plasencia             |
|        | Jerte                     | 1.200            | 58,95      | 20               | 10107   | Plasencia             | Plasencia             |
|        | Ladrillar                 | 185              | 53,14      | 3                | 10108   | Hervás                | Plasencia             |
|        | Logrosán                  | 1.903            | 365,31     | 5                | 10109   | Logrosán              | Logrosán              |
|        | Losar de la Vera          | 2.805            | 82,08      | 34               | 10110   | Jaraíz de la Vera     | Navalmoral de la Mata |
|        | Madrigal de la Vera       | 1.533            | 41,64      | 37               | 10111   | Jaraíz de la Vera     | Navalmoral de la Mata |
|        | Madrigalejo               | 1.708            | 100,95     | 17               | 10112   | Logrosán              | Logrosán              |
|        | Madroñera                 | 2.364            | 132,91     | 18               | 10113   | Trujillo              | Trujillo              |
|        | Majadas de Tiétar         | 1.267            | 51,96      | 24               | 10114   | Navalmoral de la Mata | Navalmoral de la Mata |
|        | Malpartida de Cáceres     | 4.030            | 32,16      | 125              | 10115   | Cáceres               | Cáceres               |
|        | Malpartida de Plasencia   | 4.673            | 372,65     | 13               | 10116   | Plasencia             | Plasencia             |
|        | Marchagaz                 | 236              | 9,47       | 25               | 10117   | Hervás                | Plasencia             |
|        | Mata de Alcántara         | 286              | 33,50      | 9                | 10118   | Brozas                | Cáceres               |
|        | Membrío                   | 572              | 207,52     | 3                | 10119   | Valencia de Alcántara | Valencia de Alcántara |
|        | Mesas de Ibor             | 152              | 48,63      | 3                | 10120   | Navalmoral de la Mata | Navalmoral de la Mata |
|        | Miajadas                  | 9.370            | 120,75     | 78               | 10121   | Trujillo              | Trujillo              |
|        | Millanes                  | 223              | 17,57      | 13               | 10122   | Navalmoral de la Mata | Navalmoral de la Mata |
|        | Mirabel                   | 632              | 49,30      | 13               | 10123   | Plasencia             | Plasencia             |
|        | Mohedas de Granadilla     | 850              | 58,72      | 14               | 10124   | Hervás                | Plasencia             |
|        | Monroy                    | 884              | 204,45     | 4                | 10125   | Cáceres               | Cáceres               |
|        | Montánchez                | 1.608            | 112,72     | 14               | 10126   | Cáceres               | Cáceres               |
|        | Montehermoso              | 5.586            | 96,45      | 58               | 10127   | Plasencia             | Plasencia             |
|        | Moraleja                  | 6.578            | 125,42     | 52               | 10128   | Coria                 | Coria                 |
|        | Morcillo                  | 369              | 16,23      | 23               | 10129   | Coria                 | Coria                 |
|        | Navaconcejo               | 2.044            | 51,40      | 40               | 10130   | Plasencia             | Plasencia             |
|        | Navalmoral de la Mata     | 17.028           | 155,96     | 109              | 10131   | Navalmoral de la Mata | Navalmoral de la Mata |
|        | Navalvillar de Ibor       | 378              | 55,53      | 7                | 10132   | Navalmoral de la Mata | Navalmoral de la Mata |
|        | Navas del Madroño         | 1.259            | 112,29     | 11               | 10133   | Brozas                | Cáceres               |
|        | Navezuelas                | 649              | 59,99      | 11               | 10134   | Logrosán              | Logrosán              |
|        | Nuñomoral                 | 1.202            | 94,78      | 13               | 10135   | Hervás                | Plasencia             |
|        | Oliva de Plasencia        | 292              | 88,73      | 3                | 10136   | Plasencia             | Plasencia             |
|        | Palomero                  | 445              | 20,27      | 22               | 10137   | Hervás                | Plasencia             |
|        | Pasarón de la Vera        | 592              | 38,97      | 15               | 10138   | Plasencia             | Plasencia             |
|        | Pedroso de Acim           | 92               | 33,23      | 3                | 10139   | Coria                 | Cáceres               |
|        | Peraleda de la Mata       | 1.431            | 91,90      | 16               | 10140   | Navalmoral de la Mata | Navalmoral de la Mata |
|        | Peraleda de San Román     | 277              | 61,90      | 4                | 10141   | Navalmoral de la Mata | Navalmoral de la Mata |
|        | Perales del Puerto        | 903              | 36,28      | 25               | 10142   | Coria                 | Coria                 |
|        | Pescueza                  | 150              | 52,06      | 3                | 10143   | Coria                 | Coria                 |
|        | La Pesga                  | 955              | 19,88      | 48               | 10144   | Hervás                | Plasencia             |
|        | Piedras Albas             | 125              | 4,54       | 28               | 10145   | Brozas                | Cáceres               |
|        | Pinofranqueado            | 1.763            | 146,84     | 12               | 10146   | Hervás                | Plasencia             |
|        | Piornal                   | 1.454            | 36,39      | 40               | 10147   | Plasencia             | Plasencia             |
|        | Plasencia                 | 39.829           | 217,94     | 183              | 10148   | Plasencia             | Plasencia             |
|        | Plasenzuela               | 518              | 36,67      | 14               | 10149   | Trujillo              | Trujillo              |
|        | Portaje                   | 380              | 100,55     | 4                | 10150   | Coria                 | Coria                 |
|        | Portezuelo                | 206              | 126,11     | 2                | 10151   | Coria                 | Cáceres               |
|        | Pozuelo de Zarzón         | 428              | 47,43      | 9                | 10152   | Coria                 | Coria                 |
|        | Pueblonuevo de Miramontes | 775              | 23,28      | 33               | 10905   | Navalmoral de la Mata | Navalmoral de la Mata |
|        | Puerto de Santa Cruz      | 264              | 33,72      | 8                | 10153   | Trujillo              | Trujillo              |
|        | Rebollar                  | 196              | 11,51      | 17               | 10154   | Plasencia             | Plasencia             |
|        | Riolobos                  | 1.180            | 49,23      | 24               | 10155   | Coria                 | Coria                 |
|        | Robledillo de Gata        | 94               | 31,07      | 3                | 10156   | Coria                 | Coria                 |
|        | Robledillo de la Vera     | 259              | 12,83      | 20               | 10157   | Jaraíz de la Vera     | Navalmoral de la Mata |
|        | Robledillo de Trujillo    | 368              | 44,78      | 8                | 10158   | Trujillo              | Trujillo              |
|        | Robledollano              | 320              | 61,74      | 5                | 10159   | Navalmoral de la Mata | Navalmoral de la Mata |
|        | Romangordo                | 251              | 39,07      | 6                | 10160   | Navalmoral de la Mata | Navalmoral de la Mata |
|        | Rosalejo                  | 1.328            | 40,44      | 33               | 10901   | Navalmoral de la Mata | Navalmoral de la Mata |
|        | Ruanes                    | 81               | 15,11      | 5                | 10161   | Trujillo              | Trujillo              |
|        | Salorino                  | 537              | 157,68     | 3                | 10162   | Valencia de Alcántara | Valencia de Alcántara |
|        | Salvatierra de Santiago   | 248              | 33,36      | 7                | 10163   | Trujillo              | Cáceres               |
|        | San Martín de Trevejo     | 702              | 24,76      | 28               | 10164   | Coria                 | Coria                 |
|        | Santa Ana                 | 307              | 34,99      | 9                | 10165   | Trujillo              | Trujillo              |
|        | Santa Cruz de la Sierra   | 322              | 44,60      | 7                | 10166   | Trujillo              | Trujillo              |
|        | Santa Cruz de Paniagua    | 286              | 83,81      | 3                | 10167   | Plasencia             | Plasencia             |
|        | Santa Marta de Magasca    | 292              | 39,68      | 7                | 10168   | Trujillo              | Trujillo              |
|        | Santiago de Alcántara     | 465              | 94,90      | 5                | 10169   | Valencia de Alcántara | Valencia de Alcántara |
|        | Santiago del Campo        | 247              | 73,33      | 3                | 10170   | Cáceres               | Cáceres               |
|        | Santibáñez el Alto        | 379              | 99,07      | 4                | 10171   | Coria                 | Coria                 |
|        | Santibáñez el Bajo        | 710              | 46,15      | 15               | 10172   | Plasencia             | Plasencia             |
|        | Saucedilla                | 994              | 60,41      | 16               | 10173   | Navalmoral de la Mata | Navalmoral de la Mata |
|        | Segura de Toro            | 180              | 14,73      | 12               | 10174   | Hervás                | Plasencia             |
|        | Serradilla                | 1.482            | 259,19     | 6                | 10175   | Plasencia             | Plasencia             |
|        | Serrejón                  | 407              | 124,15     | 3                | 10176   | Navalmoral de la Mata | Navalmoral de la Mata |
|        | Sierra de Fuentes         | 2.056            | 25,21      | 82               | 10177   | Cáceres               | Cáceres               |
|        | Talaván                   | 769              | 98,48      | 8                | 10178   | Cáceres               | Cáceres               |
|        | Talaveruela de la Vera    | 301              | 21,34      | 14               | 10179   | Jaraíz de la Vera     | Navalmoral de la Mata |
|        | Talayuela                 | 7.304            | 181,20     | 40               | 10180   | Navalmoral de la Mata | Navalmoral de la Mata |
|        | Tejeda de Tiétar          | 766              | 52,83      | 14               | 10181   | Plasencia             | Plasencia             |
|        | Tiétar                    | 854              | 23,93      | 36               | 10904   | Navalmoral de la Mata | Navalmoral de la Mata |
|        | Toril                     | 159              | 149,76     | 1                | 10182   | Navalmoral de la Mata | Navalmoral de la Mata |
|        | Tornavacas                | 991              | 76,60      | 13               | 10183   | Plasencia             | Plasencia             |
|        | El Torno                  | 833              | 21,87      | 38               | 10184   | Plasencia             | Plasencia             |
|        | Torre de Don Miguel       | 476              | 11,55      | 41               | 10187   | Coria                 | Coria                 |
|        | Torre de Santa María      | 517              | 19,28      | 27               | 10188   | Cáceres               | Cáceres               |
|        | Torrecilla de los Ángeles | 640              | 43,29      | 15               | 10185   | Coria                 | Coria                 |
|        | Torrecillas de la Tiesa   | 1.047            | 139,55     | 8                | 10186   | Trujillo              | Trujillo              |
|        | Torrejón el Rubio         | 535              | 221,88     | 2                | 10190   | Plasencia             | Plasencia             |
|        | Torrejoncillo             | 2.765            | 94,54      | 29               | 10189   | Coria                 | Coria                 |
|        | Torremenga                | 616              | 12,15      | 51               | 10191   | Plasencia             | Plasencia             |
|        | Torremocha                | 736              | 63,79      | 12               | 10192   | Cáceres               | Cáceres               |
|        | Torreorgaz                | 1.676            | 28,78      | 58               | 10193   | Cáceres               | Cáceres               |
|        | Torrequemada              | 560              | 30,81      | 18               | 10194   | Cáceres               | Cáceres               |
|        | Trujillo                  | 8.619            | 649,53     | 13               | 10195   | Trujillo              | Trujillo              |
|        | Valdastillas              | 319              | 8,09       | 39               | 10196   | Plasencia             | Plasencia             |
|        | Valdecañas de Tajo        | 96               | 18,81      | 5                | 10197   | Navalmoral de la Mata | Navalmoral de la Mata |
|        | Valdefuentes              | 1.100            | 26,99      | 41               | 10198   | Cáceres               | Cáceres               |
|        | Valdehúncar               | 186              | 25,94      | 7                | 10199   | Navalmoral de la Mata | Navalmoral de la Mata |
|        | Valdelacasa de Tajo       | 342              | 72,90      | 5                | 10200   | Navalmoral de la Mata | Navalmoral de la Mata |
|        | Valdemorales              | 215              | 9,85       | 22               | 10201   | Cáceres               | Cáceres               |
|        | Valdeobispo               | 610              | 42,10      | 14               | 10202   | Plasencia             | Plasencia             |
|        | Valencia de Alcántara     | 5.196            | 594,78     | 9                | 10203   | Valencia de Alcántara | Valencia de Alcántara |
|        | Valverde de la Vera       | 448              | 46,95      | 10               | 10204   | Jaraíz de la Vera     | Navalmoral de la Mata |
|        | Valverde del Fresno       | 2.121            | 197,18     | 11               | 10205   | Coria                 | Coria                 |
|        | Viandar de la Vera        | 218              | 28,00      | 8                | 10206   | Jaraíz de la Vera     | Navalmoral de la Mata |
|        | Vegaviana                 | 844              | 22,38      | 38               | 10902   | Coria                 | Coria                 |
|        | Villa del Campo           | 439              | 56,92      | 8                | 10207   | Coria                 | Coria                 |
|        | Villa del Rey             | 116              | 57,29      | 2                | 10208   | Brozas                | Cáceres               |
|        | Villamesías               | 275              | 46,47      | 6                | 10209   | Trujillo              | Trujillo              |
|        | Villamiel                 | 379              | 73,09      | 5                | 10210   | Coria                 | Coria                 |
|        | Villanueva de la Sierra   | 493              | 43,62      | 11               | 10211   | Coria                 | Coria                 |
|        | Villanueva de la Vera     | 2.110            | 129,66     | 16               | 10212   | Jaraíz de la Vera     | Navalmoral de la Mata |
|        | Villar de Plasencia       | 231              | 25,00      | 9                | 10214   | Plasencia             | Plasencia             |
|        | Villar del Pedroso        | 556              | 242,40     | 2                | 10213   | Navalmoral de la Mata | Navalmoral de la Mata |
|        | Villasbuenas de Gata      | 510              | 46,83      | 11               | 10215   | Coria                 | Coria                 |
|        | Zarza de Granadilla       | 1.803            | 133,70     | 13               | 10216   | Hervás                | Plasencia             |
|        | Zarza de Montánchez       | 519              | 36,82      | 14               | 10217   | Cáceres               | Cáceres               |
|        | Zarza la Mayor            | 1.117            | 169,57     | 7                | 10218   | Brozas                | Cáceres               |
|        | Zorita                    | 1.248            | 186,96     | 7                | 10219   | Logrosán              | Logrosán              |
|        | Provinz Cáceres           | 387.820          | 19.864,82  | 20               | 10000   | –                     | –                     |